# 塔下乡
塔下乡，是中华人民共和国江西省宜春市上高县下辖的一个乡镇级行政单位。

## 行政区划
塔下乡下辖以下地区：
大坪社区、田北村、长山村、塘富村、上新村、下林村、茅江村、建新村、天山村、茶十村、槐树岭村和县农业科技示范场生活区。